# 蔡方柏
蔡方柏（1936年1月—），男，湖北咸宁人，中华人民共和国政治人物、外交官。

## 生平
毕业于北京外国语学院、瑞士日内瓦大学，1964年进入外交部工作，先后任驻法国使馆政务參赞、公使衔参赞、外交部西欧司副司长。1987年，任中华人民共和国驻瑞士大使。1990年，接替周觉担任中华人民共和国驻法国大使。1998年，由吴建民接任。
1998年至2003年任第九届全国人大外委会副主任。现任中国前外交官联谊会名誉会长、欧洲学会法国研究所所长。2008年10月任外交部外交政策咨询委员会委员。

## 荣誉

### 外国勋章奖章
- 荣誉军团大军官勋章（法国，1998年10月于巴黎颁发[3]）

## 家庭
已婚，妻子是安征。